# Zala Kub-BLA
Zala Kub-BLA (inna używana nazwa to ZALA KYB, ros. Куб-БЛА) – bojowy, bezzałogowy statek powietrzny (UAV – ang. Unmanned Aerial Vehicle) opracowany przez firmę Zala Aero Group na potrzeby Sił Zbrojnych Federacji Rosyjskiej. W zależności od przenoszonego wyposażenia może być użyty do zadań rozpoznawczych lub jako amunicja krążąca do zwalczania lekko opancerzonych celów lądowych i morskich lub siły żywej.

## Historia
Dron powstał na bazie doświadczeń armii rosyjskiej zebranych podczas działań w Syrii w latach 2015–2018. Pierwsza jego publiczna prezentacja miała miejsce podczas Międzynarodowej Wystawy Obronnej (IDEX), która odbyła się w Abu Zabi w lutym 2019 r. W sierpniu 2021 r. na międzynarodowym forum wojskowo-technicznym „ARMIA 2021” w Moskwie została zaprezentowana wersja drona dająca możliwość użycia go jako elementu roju. W listopadzie 2021 r. zakończone zostały testy wariantu eksportowego, który otrzymał oznaczenie KUB-E. Promocją i sprzedażą drona na rynkach międzynarodowych zajmuje się Rosoboronexport – państwowy eksporter uzbrojenia.
Dron może być wystrzeliwany z wyrzutni naziemnych oraz zamontowanych na pojazdach lądowych lub okrętach. Cele ataku mogą być zaprogramowane przed startem lub też ustalone na podstawie wizualnej identyfikacji za pomocą głowicy telewizyjnej. Konstrukcja drona o znikomej sygnaturze radarowej oraz cicha praca silnika dają możliwość skrytego podejścia do celu i jego skuteczne zaatakowanie.
Testy państwowe nowego uzbrojenia zakończono w listopadzie 2021 r., na wyposażenie armii rosyjskiej dron został wprowadzony w tym samym roku. Produkcję seryjną rozpoczęto w 2022 r. W maju 2022 r. pojawiły się doniesienia medialne o przekazaniu przez Rosję ośmiu dronów na wyposażenie armii Erytrei. Cena jednego drona jest określana na 160 000 dolarów amerykańskich.
W 2025 r. Koncern Kałasznikow na wystawie IDEX-2025 w Abu Zabi zaprezentował nowy system rozpoznawczo-uderzeniowy oparty na amunicji krążącej, nazwany KUB-SM. Jest to mobilne stanowisko kontroli lotu zamontowane na opancerzonej ciężarówce Ural (63095, 6370 lub 4320) i zestaw składających się z czternastu dronów uderzeniowych Zala Kub-2-E i dwóch dronów rozpoznawczych Kub-R bazujących na konstrukcji KUB-2 posiadających możliwość retransmisji sygnału sterującego.
KUB-2-E został zaprojektowany do zwalczania różnorodnych celów, w tym lekko opancerzonych pojazdów, stanowisk dowodzenia, systemów obrony powietrznej oraz infrastruktury zaplecza przeciwnika. Wyposażony jest w głowicę bojową o masie od 3,9 kg do 4,6 kg oraz zaawansowane systemy optoelektroniczne umożliwiające precyzyjne naprowadzanie na cele, nawet w trudnych warunkach pogodowych. Drony są przechowywane w kontenerach transportowo-startowych co uprasza ich obsługę.

## Konstrukcja
Dron jest zbudowany w układzie latającego skrzydła z dodatkowymi wingletami na jego końcach. Wyposażony jest w silnik elektryczny, który napędza dwułopatowe śmigło w układzie pchającym. Głowica bojowa lub wyposażenie rozpoznawcze jest montowane w przedniej części kadłuba.

## Użycie bojowe

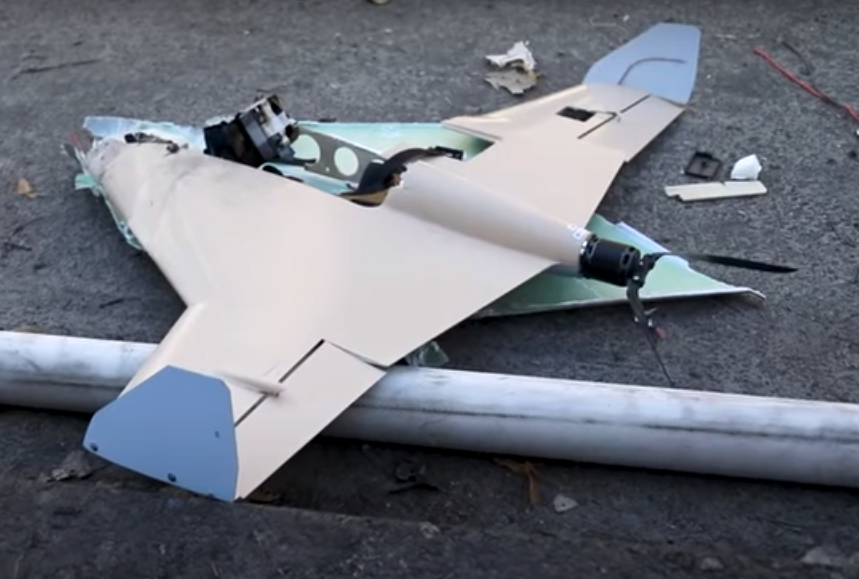
Zniszczony dron na terenie Ukrainy

Pierwsze bojowe użycie drona miało miejsce w Idlib w Syrii. Informacje o zniszczeniu drona podała armia Ukrainy w marcu 2022 r. Po ataku armii rosyjskiej na Ukrainę zgłoszono jego zestrzelenie na kijowskim Padole. Zaprezentowane zdjęcia i filmy potwierdziły jego zastosowanie przeciwko zarówno celom wojskowym, jak i cywilnym. Rosyjskie media informują, że baza projektu Lost Armour odnotowała w okresie od maja 2022 do lipca 2023 44 ataki z wykorzystaniem ZALA KUB-BLA. Ponad połowa z tych ataków została przeprowadzona na stałe obiekty (budynki, pozycje, artyleria). Przeciwko obiektom ruchomym (piechota, pojazdy) wykonano 15 z tych ataków. 28 z przeprowadzonych ataków zakończyło się trafieniem w cel.